# بطولة تونس لألعاب القوى 2008
بطولة تونس لألعاب القوى 2008 هو الدورة 53 من بطولة تونس لألعاب القوى.

فاز بهذا الموسم النادي الرياضي للحرس الوطني.

## روابط خارجية
- الموقع الرسمي للجامعة التونسية لألعاب القوى.